# Argentina anserina
Argentina anserina, una planta de la familia Rosaceae, estaba originalmente colocada en el género Potentilla pero ha sido recalificado al nuevo género Argentina.

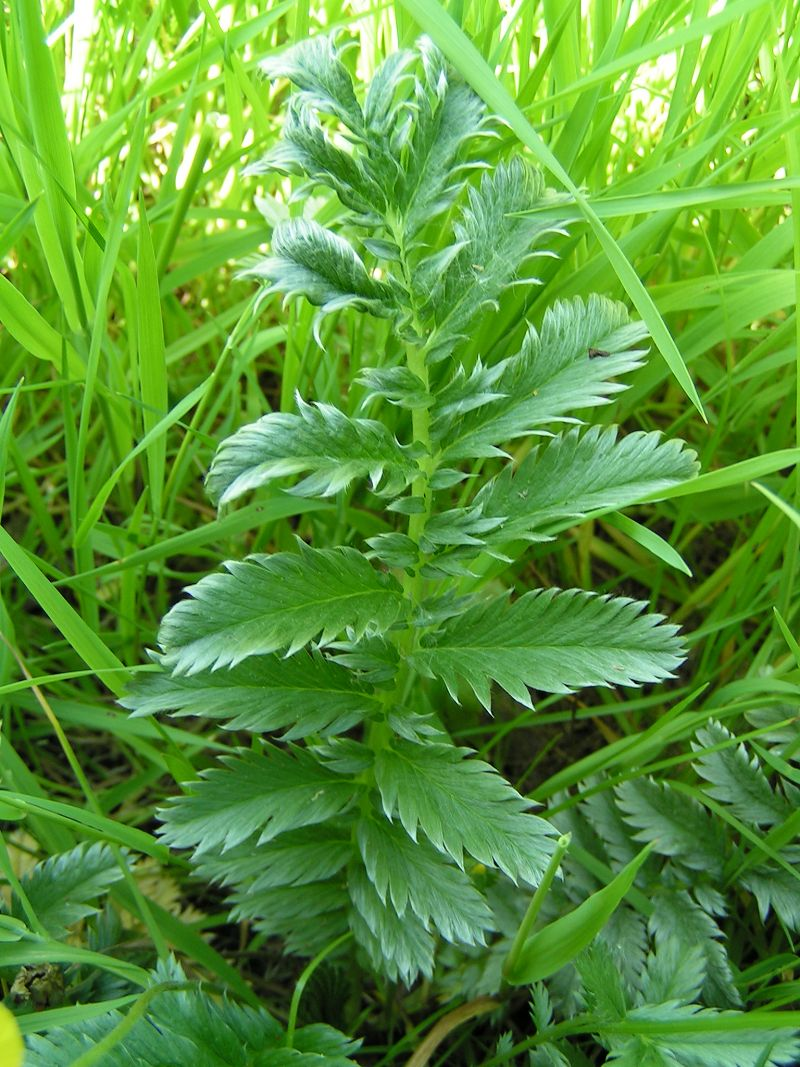
Hojas de Argentina cubiertas de pelusas plateadas que le dan su nombre.

## Hábitat
La planta es originaria de zonas templadas del Hemisferio Norte, aunque también se reproducen en zonas remotas como Chile o Nueva Zelanda. Se encuentran en prados herbáceos, a la orilla de los ríos y al borde de las carreteras.

## Características
Es una planta herbácea, perenne, de 2-4 dm de altura. Tallos rastreros. Hojas pinnadas, sedosas y plateadas. Las flores son solitarias, de color amarillo, con una corola de 5 pétalos.

## Medicina popular
- Astringente, antidiarreica. Se recomienda en diarreas con espasmos dolorosos.
- Se utiliza en gargarismos para tratar la faringitis, laringitis y amigdalitis.
- En homeopatía es utilizada como antiespasmódico, cuando existen dismenorreas.

## Taxonomía
Argentina anserina fue descrita por (L.)  Rydb. y publicado en A Monograph of the North American Potentilleae 159. 1898.
Etimología
anserina: epíteto que significa "de ganso" (Anser), ya sea porque la planta se utilizó para darles de comer o porque las hojas recuerdan las  huellas de las aves.
Sinonimia
- Argentina vulgaris Lam.
- Dactylophyllum anserina (L.) Spenn.
- Dasiphora anserina (L.) Raf.
- Fragaria anserina (L.) Crantz
- Potentilla anserina subsp. anserina L.
- Potentilla anserina L.
- Potentilla argentina Huds.
- Potentilla pulchra Salisb.
- Tormentilla anserina (L.) Stokes[2]

## Denominación popular
- Castellano: argentina, buen varón, buen varón silvestre, plateada, potentila.